# Bray Wanderers A.F.C.
Bray Wanderers A.F.C. ili kraće Bray Wanderers (irs. Cumann Peile Fánaithe Bhré) je profesionalni irski nogometni klub iz Braya. Trenutačno nastupa u Irskoj prvoj ligi, nakon što su sezone 2018. ispali iz Premier Lige. Klub je osnovan 1942. godine. Domaće utakmice igraju na stadionu Carlisle Grounds u Brayu, boje kluba su zelena i bijela.

## Vanjske poveznice
- Službene stranice